# Iwaschkino (Kaliningrad)
Iwaschkino (russisch Ивашкино, deutsch Kollatischken, 1938 bis 1945 Langenweiler, litauisch Kolatiškiai) ist ein Ort in der russischen Oblast Kaliningrad. Er gehört zur kommunalen Selbstverwaltungseinheit Stadtkreis Gussew im Rajon Gussew.

## Geographische Lage
Iwaschkino liegt zehn Kilometer südwestlich der Stadt Gussew (Gumbinnen) am Westufer der Angerapp (russisch: Angrapa). Durch den Ort verläuft eine Nebenstrecke von Gussew nach Majakowskoje (Nemmersdorf). Die nächste Bahnstation ist Gussew an der Bahnstrecke Kaliningrad–Tschernyschewskoje der einstigen Preußischen Ostbahn zur Weiterfahrt nach Moskau.

## Geschichte
Das früher Kollatischken genannte kleine Dorf war zwischen 1874 und 1945 in den Amtsbezirk Nemmersdorf (heute russisch: Majakowskoje) eingegliedert und gehörte somit zum Kreis Gumbinnen im Regierungsbezirk Gumbinnen der preußischen Provinz Ostpreußen. Aus politisch-ideologischen Gründen wurde Kollatischken am 3. Juni – offiziell bestätigt am 16. Juli – des Jahres 1938 in „Langenweiler“ umbenannt.
Im Jahr 1945 kam das Dorf in Kriegsfolge mit dem nördlichen Ostpreußen zur Sowjetunion.
1947 erhielt der Ort die russische Bezeichnung „Iwaschkino“ und wurde gleichzeitig dem Dorfsowjet Majakowski selski Sowet im Rajon Gussew zugeordnet. Von 2008 bis 2013 gehörte Iwaschkino zur Landgemeinde Majakowskoje selskoje posselenije und seither zum Stadtkreis Gussew.

### Einwohnerentwicklung
| Jahr | Einwohner |
| ---- | --------- |
| 1910 | 204       |
| 1933 | 175       |
| 1939 | 164       |
| 2002 | 15        |
| 2010 | 17        |

## Kirche
Die Bevölkerung Kollatischkens resp. Langenweilers war vor 1945 fast ohne Ausnahme evangelischer Konfession. Das Dorf war in das Kirchspiel der Kirche Nemmersdorf (russisch: Majakowskoje) eingepfarrt, die zum Kirchenkreis Gumbinnen in der Kirchenprovinz Ostpreußen der Kirche der Altpreußischen Union gehörte. Heute liegt Iwaschkino im Einzugsgebiet der neu entstandenen evangelisch-lutherischen Gemeinde der Salzburger Kirche in Gussew (Gumbinnen) innerhalb der Propstei Kaliningrad (Königsberg) der Evangelisch-lutherischen Kirche Europäisches Russland.